# NGC 2355
NGC 2355 је расејано звездано јато у сазвежђу Близанци које се налази на NGC листи објеката дубоког неба.
Деклинација објекта је + 13° 45' 0" а ректасцензија 7h 16m 59,2s. Привидна величина (магнитуда) објекта NGC 2355 износи 9,7. NGC 2355 је још познат и под ознакама NGC 2356, OCL 496.